# Samuel Walker
Pour les articles homonymes, voir Walker.
Fils d'un fermier, qui était aussi fabricant de clous à ses heures et décède alors qu'il n'a encore que treize ans, Samuel Walker (1715-1782) est l'un des premiers entrepreneurs de la fonte britannique qui a créé avec ses frères Aaron et Jonathan en 1741 la Walker Ironworks
Initialement située à Grenoside, près de Sheffield (Sud-Yorkshire), la fonderie a été déplacée à Masbrough en 1746, près de Rotherham. L'entreprise aurait profité à ses débuts des technologies de fonte du fer déployées à Sheffield.
L'entreprise est rebaptisée Walker, Booth and Crawshaw, au capital de 600 sterling avec comme associé John Crawshaw et se déplace à Masbrough pour profiter de l'ouverture de l'un des aménagements de rivière en Angleterre la Don Navigation, ouverte en 1740 et qui relie Rotherham à Doncaster.
Les frères sont au départ des fabricants de clous mais leur entreprise devient assez vite une fonderie à canons pour la Royal Navy.
Près de 1 000 personnes sont employées à la production en 1795, lorsqu'elles fabriquent 22 000 canons par an, testés trois fois, dans un champ par séries de 26 canons. Lors de la bataille de Trafalgar (1805), pendant les guerres napoléoniennes, 18 des canons du navire amiral de Lord Nelson viennent de cette usine.